# Typhula pteridicola
Typhula pteridicola är en svampart som beskrevs av Khurana 1980. Typhula pteridicola ingår i släktet Typhula och familjen trådklubbor.   Inga underarter finns listade i Catalogue of Life.